# Kořenov
Kořenov es una localidad del distrito de Jablonec nad Nisou en la región de Liberec, República Checa, con una población estimada a principio del año 2018 de 928 habitantes. 
Se encuentra ubicada al norte de la región, en la zona de los montes Jizera (Sudetes occidentales) y el río Neisse —un afluente izquierdo del río Óder—, a poca distancia al norte de Praga y cerca de la frontera con Polonia.